# Смирнов, Николай Дмитриевич (дипломат)
Никола́й Дми́триевич Смирно́в (род. 26 октября 1949) — российский дипломат. Чрезвычайный и полномочный посол (2013).

## Биография
Окончил МГИМО МИД СССР (1972). Владеет английским, греческим и французским языками.
На дипломатической работе с 1972 года.
- В 1993—1998 годах — генеральный консул России в Монреале (Канада).
- В 1999—2002 годах — заместитель директора Департамента Северной Америки МИД России.
- В 2002—2007 годах — генеральный консул России в Торонто (Канада).
- В 2007—2011 годах — заместитель директора Департамента Северной Америки МИД России.
- С 1 марта 2011 по 6 декабря 2017 года — чрезвычайный и полномочный посол Российской Федерации в Гайане и Сент-Винсенте и Гренадинах по совместительству[1][2][3].
- С 10 мая 2011 по 6 декабря 2017 года — чрезвычайный и полномочный посол Российской Федерации в Тринидаде и Тобаго по совместительству[4][3].
- С 21 сентября 2011 по 6 декабря 2017 года — чрезвычайный и полномочный посол Российской Федерации в Барбадосе по совместительству[5][3].
- С 24 ноября 2011 по 6 декабря 2017 года — чрезвычайный и полномочный посол Российской Федерации в Гренаде по совместительству[6][3].

## Семья
Женат, имеет двоих детей.

## Дипломатический ранг
- Чрезвычайный и полномочный посланник 2 класса (28 января 1993)[7].
- Чрезвычайный и полномочный посланник 1 класса (5 марта 2005)[8].
- Чрезвычайный и полномочный посол (13 июня 2013)[9].

## Награды
- Благодарность министра культуры и массовых коммуникаций Российской Федерации (19 июля 2006) — за большой личный вклад в возвращение древнееврейской рукописи «Последние пророки» (XIII в.), похищенной из Российской национальной библиотеки[10]